# Зеро Мостел
Семюел Джоел «Зеро» Мостел (англ. Samuel Joel «Zero» Mostel; 28 лютого 1915, Нью-Йорк, США — 8 вересня 1977, Філадельфія, Пенсильванія, США) — американський актор театру і кіно, найбільш відомий як виконавець ролей комедійного плану, таких як Тев'є в мюзиклі «Скрипаль на даху», Псевдол в смішних подій по дорозі на Форум на сцені й в кіно і Макс Бялисток у фільмі Мела Брукса «Продюсери». На початку 1950-х був внесений в Чорний список Голлівуду, а пов'язаний з цим допит Мостел Комісією з розслідування антиамериканської діяльності став одним з найпомітніших подій часів маккартизму. Лауреат театральних премій «Тоні», Obie і «Драма Деск», а також номінант на кінонагороди «Золотий глобус» і BAFTA.

## Фільмографія
- 1950: «Паніка на вулицях» / Panic in the Streets — Реймонд Фітч
- 1951: «Сірокко» / Sirocco — Балукджіян
- 1966: «Веселий випадок по дорозі на Форум» / A Funny Thing Happened on the Way to the Forum — Пседолус
- 1972: «Крадений камінь» / The Hot Rock — Абе Грінберг
- 1978: «Небезпечні мандри» / Watership Down — Кегаар